# Especial de Mecano
"Especial de Mecano" es el título de una revista-suplemento a cerca del grupo español de música pop Mecano publicado en una edición especial e impreso por el periódico El Diario de Caracas con motivo de los conciertos en vivo realizados por el grupo en el recinto del Poliedro de Caracas los días 21, 22 y 23 de mayo de 1987. Este encartado es de gran tamaño, 41 × 27,5 cm y venía impreso originalmente en papel periódico. 
En su primera edición el suplemento salió a la venta el día 28 de mayo de 1987 agotándose rápidamente en horas de la mañana... "El Diario de Caracas" se vio obligado a emitir una segunda edición (29 de mayo de 1987) de dicho suplemento a petición del público. La autoría de la mayor parte del texto en dicho suplemento especial está a cargo de la periodista musical Erika Tucker, aparece también Javier Miranda-Luque como colaborador en breve ensayo titulado "Desconcierto: Mecano golpea al inglés en la ingle: Tecnocomic para a (r) mar".
Este suplemento especial es el primero que El Diario de Caracas publica a cerca de una banda de rock-pop, ya con anterioridad este periódico había editado otros encartados especiales; pero ninguno de ellos dedicado a la música, sino más bien tocantes a temas de salud, ciencia y literatura... Meses más tarde, El Diario de Caracas publicaría otro encartado de edición especial; pero esta vez dedicado a la banda de rock Hombres G con motivo de la visita en gira promocional de dicha agrupación a Venezuela.
En el 2011, el ensayista y promotor musical Javier Adrados Rincón publica este mismo encartado especial, de la edición del 28 de mayo del 87,  en su libro "Los tesoros de Mecano; pero en un tamaño más reducido que la publicación original (36,4 × 24,5 cm) y con el añadido de que lo hace en papel de revista.

## Contenido y secciones
El encartado nos presenta una primera parte llamada "Lo humano de Mecano" que es una muy breve biografía de cada uno de los integrantes del grupo la cual fue tomada, como se indica en el mismo suplemento, del libro "Mecano: la explosión del pop español" de Joan Singla, esto acompañado de fotos del concierto en el Poliedro de Caracas.
En la sección "Letras de Mecano" se pone las letras de cinco de las canciones del álbum "Entre el cielo y el suelo" y un tema de "Ya viene el Sol", con fotos seis fotos en la parte superior de las páginas, dos de Nacho, dos de Ana y dos de José María.
En la sección "Los locutores hablan en off sobre Mecano" Erika Tucker entrevista a seis de los locutores más conocidos de Caracas sobre la opinión que tienen a cerca de este trío madrileño: Plácido Garrido/Locutor de Radio Capital 710 AM; Jesús Rodríguez Contreras/Locutor de Radiodifusora Venezuela 790 AM; William Rey/Locutor de Radio Caracas 750 AM, Iván Losher/Locutor de Caracas 750 AM (actual RCR 750); Enrique Hoffman/Locutor de Radio Tropical 990 AM y, Jesús Leandro/Locutor de Éxitos 1.090 AM y Radiodifusora Venezuela 790 AM. En esta misma sección el periodista Javier Miranda Luque colabora con el ensayo titulado "Desconcierto".
Finalmente en la sección "Paso a paso Mecano gira" se da una reseña sobre la segunda visita de Mecano a Venezuela y su afianzamiento en el gusto del público y da una lista de los conciertos que aún quedaban por realizar al grupo en tres ciudades del interior del país.
En cada una de las secciones ya mencionadas, el texto va acompañado de fotos que fueron tomadas directamente del concierto en el Poliedro, un total de 16 fotografías elegidas a todo color, la mayoría de ellas son fotografías en donde se ha acentuado el color rojo.

## Desconcierto
Desconcierto
Mecano golpea al inglés en la ingle: Tecnocomic para a(r)mar.
Mecano es más español que los garbanzos. Más ibérico que la misma Iberia. Sus tres majestades castellanas son más hijos de la Madre Patría que el sempiterno par de senos destapados de la tapa de Interviu. Los dos Cano y la Torroja saben, se ma antoja, a queso manchego y a quijotadas, como sus letras desfachatadas, irreverentes, sin mucho afán en rebuscar, sino más bien con énfasis en reflejar, cual espejito madrileño la mar de las veces empañado, los vapores embriagantes de una soberbia subjetividad.
Me-ca-no es como la publicidad, el cine y el periodismo español, un sabrosísimo y desmadrado fenómeno comunicacional. Dicen lo que tienen que decir, lo que se les antoja, lo que les place, lo les "les sale", pues porque sí, así y sin nada más, sin más. Su lírica, reiteramos, resulta endemoniadamente sutil. Permite la (s) relectura (s). Con anotaciones al margen y hasta un borrón.
Me-cano cuenta y canta con absoluta inmediatez la "doble vida", esa otra "vida del otro" amén de la cotidíanísima y tragicómica "vida real". Sin eufemismos, con ritmo, rima y una seductora eufonía, exentos del tan demodé y tan de moda "doble-pensar" orwelliano. Anita y los Cano, todavía todos tres, sin canas mojadas en el café cual tinte ocasional. zapatean por ahí armados de sus tecnoinstrumentos y su lenguaje poblado de zetas, pacíficos belicismos con los que desaman y desarman a sus interlocutores más insulsos, engolados y estandarizados. Fablistantes y perifoniadores que se llenan la boca para negar — estos últimos — el mecano-disco que pinchan desinflando al aire hertziano.
Meca-no es, de oreja a oreja, un audio-comic triogénico para degustar, para descodificar, para "videar", para inhalar y hacerlo pasar por el martillo, yunque, lenticular y estribo, sin gringoladas.
Los Cano-me-Torrojas son la meca-música de la meca urbana con autopistas; pero sin autopsias.
Onacem (léase al revés) reza una etiqueta "spanish spoken; spanish song; made in Spain, is a pain; 's pain". A Mecano, re a(r)mado, se le puede "fusilar". Condenar mesiánicamente para ellos al paredón del plagio y fusilar su neoactitud, su antiobviedad, su refrescura, su literalidad y su testimonio en vivo y sin dobleces, de que en nuestro propio lenguaje, sin anglointerferencias con subtítulos, también podemos expresarnos, entendernos y mira tú, hasta cantar.
Texto de Javier Miranda Luque como colaboración para El Diario de Caracas.

## Créditos del suplemento
- Director de Ediciones Especiales: César Fredes.
- Redacción y fotografías: Erika Tucker.
- Diseño y diagramación: Raúl Azuaje Díaz.

Publicado por El Diario de Caracas como suplemento de edición especial.